# HMS G1
HMS G1 – brytyjski okręt podwodny typu G. Zbudowany w latach 1914–1915 w Chatham Dockyard, Chatham. Okręt został wodowany 14 sierpnia 1915 roku i wkrótce rozpoczął służbę w Royal Navy. 
W 1916 roku dowodzony przez Lt. Cdr Brownlowa V. Layarda okręt należał do Jedenastej Flotylli Okrętów Podwodnych (11th Submarine Flotilla) stacjonującej w Blyth. W 11 Flotylli okręt pozostał do końca wojny. Jego zadaniem podobnie jak pozostałych okrętów klasy G było patrolowanie akwenów Morza Północnego w poszukiwaniu i zwalczaniu niemieckich U-Bootów.
14 lutego 1920 roku został sprzedany firmie Fryer z Sunderland.